# Taurou (affluent du Sor)
Ne doit pas être confondu avec Taurou (affluent de l'Orb).
Le Taurou est une rivière du sud de la France affluent du Sor sous-affluent de l'Agout du Tarn et de la Garonne.

## Géographie
De 11,8 km de longueur, il prend sa source sur la commune de Dourgne, dans le Tarn et se jette dans le Sor en rive droite sur la commune de Lescout.

## Départements et communes traversées
- Tarn : Dourgne, Lescout, Saint-Avit.

## Principaux affluents
- Ruisseau du Lézérou, 5,2 km